# GT Interactive
GT Interactive è stata un'azienda statunitense produttrice di videogiochi fondata nel 1993 e con sede principale a New York. Venne acquisita nel 1999 dalla società francese Infogrames.

## Storia
Dopo l'acquisto da parte di IESA, nel 1999 e rinominata Infogrames, Inc  e divenne la sussidiaria Nord Americana della casa madre. Nel 2001 l'Infogrames assorbì la Hasbro Interactive proprietaria del marchio Atari. Nell'ottobre 2001 l'Infogrames, Inc. iniziò a distribuire videogiochi con il marchio Atari.
Nel 2003 l'Infogrames, Inc. venne rinominata Atari, Inc. e attualmente opera con quel nome.

## Videogiochi pubblicati

### Game Boy
- Beavis and Butt-Head

### Macintosh
- 9: The Last Resort
- Bedlam
- Blood
- Doom II
- HeXen
- Ice and Fire
- Lode Runner: The Legend Returns
- Lode Runner 2
- Rocky Mountain Trophy Hunter
- ZPC

### Nintendo 64
- 40 Winks
- 7th Legion
- DethKarz
- Duke Nukem 64
- Duke Nukem: Zero Hour
- HeXen
- Mike Piazza's StrikeZone
- Unreal N64

### IBM compatibile
- 1602 A.D.
- 9: The Last Resort
- AHX-1
- Amok
- Animorphs
- Area 51 (Arcade)
- Beavis and Butt-Head DO U
- Beavis and Butt-Head: Bunghole in One
- Bedlam
- Blood
- Blood: Plasma Pak
- Blood 2: Nightmare Levels Expansion
- Blood II: The Chosen
- Bug Riders
- Carnivores
- Chasm: The Rift
- Clans
- Dark Vengeance
- Deep Sea Trophy Fishing
- Deer Hunter 2
- Defcon 5
- Disciples: Sacred Lands
- Discworld Noir
- Doom II
- Driver
- Duke Nuclear Winter
- Duke Nukem 3D: Atomic Edition
- Duke Nukem 3D: Kill-A-Ton Collection
- Duke Nukem: Planet of the Babes
- Hordes
- Ice and Fire
- Imperium Galactica
- Imperium Galactica II: Alliances
- Jeff Wayne's The War of the Worlds
- Locus
- Lode Runner 2
- MageSlayer
- Man of War II: Chains of Command
- Master Levels for Doom II
- Nam
- Oddworld: Abe's Exoddus
- Oddworld: Abe's Oddysee
- Powerslide
- Pro Bass Fishing
- Quake
- Ravage DCX
- Rebel Moon Revolution
- Rebel Moon Rising
- Robotron X
- Rocky Mountain Trophy Hunter
- Rocky Mountain Trophy Hunter 2
- S.P.Q.R.: The Empire's Darkest Hour
- Sensible Soccer '98
- Shadow Warrior
- Snowmobile Championship 2000
- Snowmobile Racing
- Star Command: Revolution
- SuperKarts
- Swamp Buggy Racing
- Tiger Shark
- Tides of War(1999)
- Total Annihilation
- Total Annihilation: Battle Tactics
- Total Annihilation: The Core Contingency
- Totally Unreal
- Trans Am Racing
- Trophy Hunter
- Unreal
- Unreal Mission Pack: Return to Na Pali
- Unreal Tournament
- WWII GI
- Wheel of Time: The Video Game
- World War II: GI
- XS
- Z Expansion
- ZPC

### PlayStation
- 40 Winks
- Beavis and Butt-Head: Get Big in Hollywood
- Bedlam
- Bug Riders
- Courier Crisis
- Critical Depth
- Dead Ball Zone
- Discworld Noir
- Driver
- Driver 2
- Duke Nukem: Land of the Babes
- Duke Nukem: Time to Kill
- Duke Nukem: Total Meltdown
- HeXen
- Invasion From Beyond
- Oddworld: Abe's Exoddus
- Oddworld: Abe's Oddysee
- Rebel Moon - Parte 1: Figlia del fuoco
- Rogue Trip: Vacation 2012
- Sensible Soccer 2000
- Streak: Hoverboard Racing
- Tiger Shark
- Trash It!
- Youngblood
- Z

### Sega Saturn
- Defcon 5
- Doom
- HeXen
- Z

## Videogiochi sviluppati

### Macintosh
- Seventeen Style Studio

### IBM compatibile
- AHX-1
- Hordes
- S.P.Q.R.: The Empire's Darkest Hour
- Seventeen Style Studio
- Snowmobile Championship 2000
- Tag Team Wrestling

### PlayStation
- Beavis and Butt-Head: Get Big in Hollywood
- Tiger Shark
- Duke Nukem: Time to Kill
- Rogue Trip: Vacation 2012